# Gail Porter
Gail Porter (nacido en Edimburgo, 23 de marzo de 1971) es una presentadora de televisión, personalidad de televisión y actriz escocesa.

## Vida y carrera
Gail Porter estudió por un BTEC HND (Business and Technician Education Council Higher National Diploma) en la producción de medios de comunicación en West Herts College en Watford, Hertfordshire. Después de hacer un intento fallido para unirse al equipo de presentación del programa infantil de la BBC Blue Peter, que ha presentado programas de televisión para toda la familia, o los destinados a los niños. Estos incluyen The Movie Chart Show, Top of the Pops y Live & Kicking, el trabajo para CITV, y programas como The Big Breakfast y Gail Porter's Big 90's en VH1.
A finales de la década de 1990 empezó a posar para revistas como FHM. Una foto de ella desnuda desde atrás se proyecta en las Casas del Parlamento en 1999. FHM y la compañía de mercadotecnia de guerrilla Cunning Communications, y proyeccionista Malcolm Litson y Jason Bridges, acompañado con un mensaje a votar por ella en el "más atractivo Las mujeres Poll" en FHM.
En 2001, Gail Porter participó en el programa de televisión realidad Celebrity Blind Man's Bluff, y en 2003, ella estaba en The Games en Channel 4, aunque una lesión truncó su participación. En 2004 a 2006 presentó tres series de Dead Famous y en 2009 presentó episodios de The Gadget Show. En 2008 y 2011, Gail Porter fue panelista regular en The Wright Stuff en el Channel 5.
El 27 de agosto de 2015, entró en la casa de Celebrity Big Brother que representa el Reino Unido. El 15 de septiembre, que fue el cuarto compañero de ser desalojado después de pasar 20 días en la casa.

## Vida personal
Gail Porter se casó con el guitarrista de Toploader Dan Hipgrave en agosto de 2001 y dio a luz a su hija Honey el 3 de septiembre de 2002. Dijo que en febrero de 2005 que se habían separado ocho meses antes.
Gail Porter ha sido diagnosticada de trastorno bipolar, y dice que tiene insomnio.
El 8 de septiembre de 2011, Gail Porter dijo a la BBC Radio 5 Live que había sido detenida durante 17 días de tratamiento en contra de su voluntad. Ella indicó la firma en los documentos de haberla seccionado fue el de su novio, después de enviar mensajes de texto a él para decir que se sentía suicida. Dijo que se sentía ningún beneficio del tratamiento.

## Alopecia
En agosto de 2005, Gail Porter fue diagnosticada de alopecia totalis, perdiendo todo su cabello en sólo cuatro semanas, incluyendo cejas y pestañas. Ella se niega a usar un sombrero o una peluca para mantener su confianza. El 12 de abril de 2006, se dijo que era posible que su cabello vuelva a crecer.
En mayo de 2010, su cabello comenzó a crecer de nuevo de una gran parte de su cuero cabelludo, después de haber sido totalmente calva durante 5 años. A finales del año, el pelo comenzó a caer de nuevo. Ella decidió afeitarse la cabeza porque no podía soportar otra pérdida de cabello. Ella es una vez más totalmente calva, su cabello no haber vuelto a crecer desde entonces, pero ahora tiene las cejas y pestañas. Sin embargo, algunos pequeños y finos cabellos blancos han comenzado a crecer en una parte de la cabeza.